# Rhaphuma tricolor
Rhaphuma tricolor là một loài bọ cánh cứng trong họ Cerambycidae.